# Martin Zafirov
Martin Ivanov Zafirov (Bulgaars: Мартин Иванов Зафиров) (Sofia, 26 december 1973) was een Bulgaars voetballer en voetbalcoach. Hij heeft gespeeld bij CSKA Sofia, Spartak Varna, Hamburger SV, FK Lokomotiv 1929 Sofia, Akratitos Ano Liosia, Lokomotiv Plovdiv en Tsjerno More Varna.

## Loopbaan
Zafirov speelde voor CSKA Sofia en Spartak Varna in Bulgarije voordat hij ging naar bundsliga bij Hamburger SV. Hij maakt zijn debuut op tweede speelronde, de wedstrijd tegen VfL Wolfsburg eindigde in 1-1. Hij bleef kort bij Hamburger SV toen ging hij terug naar Lokomotiv Sofia in Bulgarije.

## Privéleven
Zafirov is zoon van voormalige profvoetballer Ivan Zafirov. 
Zafirov broers is ook een profvoetballers Adalbert Zafirov en Ivaylo Zafirov.